# Surfer Rosa
Surfer Rosa je debutové album americké rockové kapely Pixies. Album ve své době zaznamenalo poměrně velký ohlas. Vyšlo roku 1988 a jeho producentem se stal Steve Albini. Albini dodal albu specifický zvuk, který později chtěly napodobit některé další kapely.

## Seznam skladeb
Všechno napsal Black Francis, výjimky jsou uvedeny.
1. "Bone Machine" – 3:02
2. "Break My Body" – 2:05
3. "Something Against You" – 1:47
4. "Broken Face" – 1:30
5. "Gigantic" (Kim Deal, Black Francis) – 3:54
6. "River Euphrates" – 2:33
7. "Where Is My Mind?" – 3:53
8. "Cactus" – 2:16
9. "Tony's Theme" – 1:52
10. "Oh My Golly!" – 2:32
11. Untitled – 0:44
12. "Vamos" – 4:18
13. "I'm Amazed" – 1:42
14. "Brick Is Red" – 2:00

## Obsazení
- Black Francis – zpěv, kytara
- Kim Deal – baskytara, doprovodný zpěv (zpěv ve skladbě "Gigantic", uvedena jako Mrs. John Murphy)
- Joey Santiago – kytara
- David Lovering – bicí
- Steve Albini – produkce, režie
- Simon Larbalestier, Vaughan Oliver – obal